# Architipulinae
Los arquitipulinos o Architipulinae son una subfamilia de dípteros nematóceros perteneciente a la familia Limoniidae.

## Géneros
- Dictyotipula Rohdendorf, 1962 †
- Diplarchitipula Rohdendorf, 1962 †
- Leptotipuloides Carpenter, 1985 †
- Mabelysia Shcherbakov, 1995 †
- Mikrotipula Bode, 1953 †
- Ozotipula Bode, 1953 †